# David Prieto Ruiz
David Prieto Ruiz (Salamanca, 21 de mayo de 1977) es un médico y escritor español de relatos y novelas de fantasía y ciencia ficción. 

## Biografía
David Prieto Ruiz se licenció en Medicina y es autor de varios relatos y novelas de fantasía. En el año 2007 fue finalista del IV Concurso Melocotón Mecánico con "Highwayman" y obtuvo una mención honrosa en el II Concurso Coyllur con "El señor de la guerra".

## Obras

### Novelas
- Urnas de Jade: Leyendas, Grupo editorial AJEC, 2007.
- Urnas de Jade: Mentiras, Grupo editorial AJEC, 2009.
- Urnas de Jade: Profecías, Grupo editorial AJEC, 2010.
- Ficks, entre la pluma y la espada, Grupo editorial AJEC (Ficcion Books), 2011.

### Relatos
- Visiones 2006. (Antología de relatos; participa con "Hijos del Pantano"), AEFCFT, 2006.
- TDL V. (Antología de relatos; participa con "Extractos"), Ábaco, 2006.
- Te lo cuento. (Antología de relatos; participa con "Oscuridad manifiesta"), Ábaco, 2006.
- Pequeños grandes cuentos. (Antología de relatos; participa con "Dejarlo para luego"), Ábaco, 2007.
- ¡Jodido lunes!, antología del rechazo. (Antología de relatos; participa con "Best seller"), Lulu, 2008.
- Monstruos de la razón I. (Antología de relatos; participa con "Juglar"), Saco de Huesos, 2009.
- Calabazas en el trastero: Arañas. (Antología de relatos; participa con "Omnes Vulnerant"), Saco de Huesos, 2009.
- 65 Instantes y otros relatos. (Antología de relatos; participa con "Highwayman"), Grupo editorial AJEC, 2009.
- (Per)versiones: Cuentos populares. (Antología de relatos; participa con "La dama del bosque"), Sedice.com, 2010.
- (Per)versiones: Historia. (Antología de relatos; participa con "La hora de los héroes"), Sedice.com, 2010.
- miNatura 106. (Revista; participa con "Décima de segundo"), miNatura, 2010.
- Ilusionaria. (Antología benéfica de relatos; participa con "El niño, la mangosta y el río"), Dibbuks, 2011.
- Ilusionaria 2. (Antología benéfica de relatos; participa con "Una sirena de cuento"), Dolmen, 2012.
- (Per)versiones: Monstruos de la literatura. (Antología de relatos; participa con "Twisted Oliver"), Sedice.com, 2012.

### Ilustraciones
- TDL V. (Antología de relatos; ilustración de "Respuestas"), Ábaco, 2006.
- Sombras de una vieja raza (Novela de Alejandro Guardiola Refoyo; ilustración de portada), Grupo editorial AJEC, 2009.
- Antigua Vamurta (Novela de Igor Kutuzov; ilustración de portada), Grupo editorial AJEC, 2011.
- Ficks, entre la pluma y la espada (Novela de David Prieto; ilustración de portada), Grupo editorial AJEC (Ficcion Books), 2011.

### Traducciones
- Mirando a las estrellas (traducción de Gazing at the Stars de A. F. Black), Grupo editorial AJEC, 2011.

## Ciclos

### Ciclo de Drashur
- Urnas de Jade: Leyendas, Grupo editorial AJEC, 2007.
- Urnas de Jade: Mentiras, Grupo editorial AJEC, 2009.
- Urnas de Jade: Profecías, Grupo editorial AJEC, 2010.
- Ficks, entre la pluma y la espada, Grupo editorial AJEC (Ficcion Books), 2011.

- El escriba y el héroe, Cuadernos Tierras de Acero, 2007.
- Juglar, Antología de relatos Monstruos de la razón I, Saco de Huesos, 2009.